# Тараканов Микола Дмитрович
Микола Дмитрович Тараканов (нар. 19 травня 1934, село Гремяч'є, Центрально-Чорноземна область) — радянський воєначальник, генерал-майор, доктор технічних наук, член Президії РАПН, Засновник та Голова Координаційної Ради НП Президентський клуб "Довіри", член Союзу письменників Росії, лауреат Міжнародної літературної премії ім. М. А. Шолохова.
Керував операцією з видалення високорадіоактивних елементів з особливо небезпечних зон Чорнобильської АЕС та відновлювальними роботами після землетрусу в Спітаку. Інвалід другої групи через променеву хворобу.

## Біографія
Народився на Дону в селі Гремяч'є (нині — Хохольского району Воронезької області) у великій селянській родині. У 1953 році закінчив Гремяченську середню школу, потім — Харківське військове технічне училище. Служив в училищі, пізніше — в Червонопрапорному полку військ цивільної оборони (місто Мерефа) на посаді командира електротехнічного взводу.
У 1963 році заочно закінчив Харківський автодорожній інститут за спеціальністю «інженер-механік». Служив в Саратові полковим інженером, з 1967 року — викладачем в Московському військовому училищі цивільної оборони. У 1972 закінчив ад'юнктуру Військово-інженерної академії ім. Куйбишева (Москва). Служив старшим фахівцем у Військово-технічному комітеті військ цивільної оборони СРСР, потім — у Всесоюзному НДІ цивільної оборони (у тому числі на посаді першого заступника начальника інституту), заступником начальника штабу цивільної оборони РРФСР. У 1986 році керував операцією з видалення високорадіоактивних елементів з особливо небезпечних зон Чорнобильської АЕС.

Для мене і для моїх солдатів до самої моєї смерті чорнобильська катастрофа буде однією з найтрагічніших подій в моїй 37-річній службі. Я потрапив туди в червні місяці 1986 року, коли ще панував цілковитий безлад після самої великомасштабної катастрофи на нашій планеті.
У 1988 році керував рятувальними роботами після землетрусу в Спітаку .
 Спітак виявився куди страшніше Чорнобиля! У Чорнобилі ти схопив свою дозу і будь здоров, адже радіація - ворог-невидимка.

А тут - розірвані тіла, стогони під руїнами... Тому нашим головним завданням було не тільки допомогти і витягнути з завалів живих, а й гідно поховати загиблих. Ми фотографували і фіксували в штабний альбом всі невпізнані трупи і ховали їх під номерами.
Коли ж поверталися з госпіталів і лікарень постраждалі від землетрусу люди, то починали шукати загиблих родичів і зверталися до нас. Ми давали знімки на впізнання. Потім упізнаних ми вилучали з могил і ховали вже по-людськи, по-християнськи. Тривало це протягом півроку....

### Родина
Батько — Дмитро Тихонович Тараканов, учасник Громадянської, радянсько-фінської та німецько-радянської воєн; мати — Наталія Василівна. Дружина — Зоя Іванівна, лікар; дочка Олена, лікар; одружена з Ігорем Філоненко, лікарем.

## Нагороди
- Ювілейна медаль «За військову доблесть. В ознаменування 100-річчя з дня народження Володимира Ілліча Леніна»
- орден «За службу Батьківщині у Збройних Силах СРСР» III ступеня (1975), II ступеня (1987)
- орден Червоної Зірки (1982)
- орден «Знак Пошани» (1988)
- орден Дружби (1995)
- медаль «Ветеран Збройних Сил СРСР»
- ювілейні медалі «40 років Збройних Сил СРСР», «50 років Збройних Сил СРСР», «60 років Збройних Сил СРСР», «70 років Збройних Сил СРСР», «60 років Перемоги у Великій Вітчизняній війні», «65 років Перемоги у Великій Вітчизняній війні», «150 років залізничних військ Росії»
- медаль «За бездоганну службу» 1, 2 і 3 ступенів
- медаль «75 років цивільної оборони»

громадські нагороди
- орден «За порятунок життя на землі» (на зеленій стрічці)
- орден «Гордість Росії» (на червоній стрічці)
- орден «За службу Батьківщині» III і I ступеня (на стрічці)
- орден «Громадянська доблесть»
- орден «Захисники Вітчизни» (білого кольору)
- Почесний громадянин (Орден срібна зірка «Суспільне визнання»)
- орден «За заслуги» (Наказом міністра МНС Шойгу)
- золота медаль лауреата Міжнародної літературної премії ім. М. А. Шолохова
- золота медаль Сергія Єсеніна
- золота медаль «Почесний адвокат»
- золота медаль «Лауреат літературної премії Чорнобильська зірка»
- медалі «За вірність Вітчизні», «Миротворець», «Руська земля», «Медаль Буніна», Срібна медаль РАПН, «За заслуги у справі відродження нації ним. Петра Великого», «20 років Чорнобильської катастрофи», «За вірність обов'язку», «За заслуги в галузі ветеринарії», «Георгій Жуков», «55 років Московської міської письменницької організації», «Афганістан 40-я армія», Медаль ім. Рентгена (Німеччина).

## Наукова діяльність
- Максимов М. Т., Тараканов Н. Д. Опыт применения технических средств и способов ликвидации последствий аварии на Чернобыльской АЭС / Под общ. ред. В. Л. Говорова. — М. : Стройиздат, 1990. — 137 с.
- Тараканов Н. Д. Комплексная механизация спасательных и неотложных аварийно-восстановительных работ. — М. : Энергоатомиздат, 1984. — 304 с. — (Гражданская оборона СССР).

## Публіцистика
Книги
- Тараканов Н. Д. Две трагедии XX века. [Взрыв ядер. реактора на Чернобыл. АЭС и землетрясение в Спитаке] : Докум. повести. — М. : Сов. писатель, 1992. — 431 с. — ISBN 5-265-02615-0
- Тараканов Н. Д. Живая память. размышления о времени и о человеческой судьбе… / сост. А. Пекарский. — Изд. 2-е, доп. [и дораб.]. — М. : Филиал Воениздата, 2006. — 488 с. — ISBN 5-203-02811-2
- Тараканов Н. Д. Записки русского генерала. Избр. произведения : В 3-х т. — М. : 4-й фил. Воениздата, 1998.
  - Т. 1 : Исчадие ада
  - Т. 2 : Гробы на плечах
  - Т. 3 : Бездна
- Тараканов Н. Д. Записки русского генерала. [избранные произведения]. — М. : Филиал Воениздата, 2007.
  - Т. 1 : Исчадие ада
  - Т. 2 : И разверзлась тверь земная
  - Т. 3 : Над пропастью во лжи…
- Тараканов Н. Д. И стали две судьбы единою судьбою…: литературно-художественный сборник. — М. : Филиал Воениздата, 2008. — 175 с. — ISBN 5-203-02753-X
- Тараканов Н. Д. Когда горы плачут. — М. : Достоинство, 2014. — 294 с. — ISBN 978-5-904552-35-0
- Тараканов Н. Д. Надежда России. — М. : Б.и., 2004. — 472 с. — ББК Ш6(2=Р)75-491
- Тараканов Н. Д. Под созвездием Быка. Полем. раздумья. — М. : Интер-Весы, 2003. — 279 с. — ISBN 5-86490-093-14 (ошибоч.)
- Тараканов Н. Д. Разлом : [Землетрясение в Армении 7 дек. 1988 г.]. — М. : Воениздат, 1991. — 192 с. — ISBN 5-203-01243-1
- Тараканов Н. Д. Русский узел. Кн. раздумий. — 2-е изд.,[доп.]. — М. : Воениздат, 2002. — 615 с. — ISBN 5-86490-117-X
- Тараканов Н. Д. Чернобыльские записки, или Раздумья о нравственности. — М. : Воениздат, 1989. — 208 с. — ISBN 5-203-00716-0
- Цхинвал: хроника грузинской агрессии. документальный сборник / под общ. ред. Н. Д. Тараканова. — Изд. 2-е, доп. — М. : Президентский клуб «Доверия», 2009. — 272 с. — ISBN 5-203-02765-8
- «Сигнал Чернобыля»; «Мертвые судят живых»; «Мертвые не молчат»; «На рубеже тысячелетий. Перелом»; «Перелом»; «Графит»; «Солдаты Отчизны»; «Виват Президенту Путину!»; «Президент Путин в новой версии»; «Сонькино озеро»